# 拉塞爾峽谷 (科羅拉多州)
拉塞爾峽谷（英語：Russellville）是位於美國科羅拉多州吉爾平縣的一個非建制地區。該地的面積和人口皆未知。

## 地理
拉塞爾峽谷的座標為39°46′43″N 105°32′13″W / 39.77861°N 105.53694°W，而該地的平均海拔高度為2789米（即9150英尺）。